# Lex Apuleia agraria
Lex Apuleia agraria was de naam van twee wetten van de volkstribuun Lucius Appuleius Saturninus uit respectievelijk 103 v.Chr. en 100 v.Chr.
Van de eerste wet is niets bekend.
De tweede bepaalde, dat het land, dat in Gallia Cisalpina door de Cimbren in bezit genomen, maar hun door de slag bij Vercellae weer was ontnomen, aan arme burgers, vooral aan de veterani  van Gaius Marius, en aan arme Italische bondgenoten zou worden uitgedeeld.
De wet werd aangenomen, maar na de dood van Appuleius ongeldig verklaard. Misschien is echter de stichting van Eporedia, in het land van de Salassi in 100 v.Chr., een gevolg van deze wet.